# Misa (muzika)
Misa (lat. missa), oblik duhovne muzičke kompozicije, horska je kompozicija koja sačinjava nepromenljive delove evharistijske liturgije (uglavnom katoličke crkve, anglikanske zajednice i luteranstva). Većina misa je postavka liturgije na latinskom jeziku, liturgijskom svetom jeziku rimske liturgije katoličke crkve, ali postoji znatan broj napisanih na jezicima nekatoličkih zemalja u kojima je narodno bogosluženje odavno postalo norma. Na primer, postoji mnoštvo misa (često nazivanih „službama pričesti“) napisanih na engleskom jeziku za Englesku crkvu. Muzičke mise svoje ime izvode iz katoličke liturgije koja se isto tako naziva „misa“.
Mise mogu biti a kapela, to jest, bez nezavisne pratnje, ili ih mogu pratiti instrumentalni obligati do punog orkestra. Mnoge mise, posebno kasnije, nisu bile predviđene za izvođenje tokom proslava stvarne mise.

## Forme mise
Razlikuju se tekstovi koji se ponavljaju za svako masovno slavlje (ordinarium, obični), i tekstovi koji se pevaju u zavisnosti od prilike (proprium, pravilni). Na primer, za Tradicionalnu misu:
| Ordinarijum                             | Proprijum                                 |
| --------------------------------------- | ----------------------------------------- |
|                                         | Introit                                   |
| Kajri                                   |                                           |
| Glorija                                 |                                           |
|                                         | Gradual sa Aliluja ili Traktat (sekvenca) |
| Kredo                                   |                                           |
|                                         | Prinošenje                                |
| Sanktus, uključujući Benediktus i Osana |                                           |
| Agnus Dej                               |                                           |
|                                         | Pričest                                   |
| ili Benedikamus                         |                                           |

## Muzičke postavke

### Srednji vek
Najranija muzička postavka mise je gregorijansko pojanje. Različiti delovi Ordinarijuma ulazili su u liturgiju u različita vremena, pri čemu je Kajri verovatno bio prvi (možda već u 7. veku), a Kredo poslednji (tek od 1014. godine postao je deo rimske mise).
Početkom 14. veka kompozitori su počeli da pišu višeglasne verzije odeljaka Ordinarijuma. Razlog za ovaj nagli porast interesa nije poznat, ali se pretpostavlja da je nedostajalo nove muzike, jer je kompozitore sve više privlačila sekularna muzika, i sveukupno interesovanje za pisanje svete muzike ušlo je u period opadanja. Nepromenljivi deo mase, Ordinarijum, tada bi imao muziku koja je sve vreme bila dostupna za izvođenje.
Dva rukopisa iz 14. veka, Kodeks Ivri i Kodeks Apt, primarni su izvori za višeglasne postavke Ordinarijuma. Stilski su ova podešavanja slična motetima i sekularnoj muzici tog vremena, sa troglasnom teksturom kojom dominira najviši deo. Većina ove muzike napisana je ili sastavljena na papskom dvoru u Avinjonu.
Preživelo je nekoliko anonimnih kompletnih misa iz 14. veka, uključujući misu Turnej: međutim, neslaganja u stilu ukazuju da je kretanje ovih misa pisalo nekoliko kompozitora, a kasnije su ih pisari sastavljali u jedan skup. Prva kompletna misa čiji kompozitor se može identifikovati bila je Messe de Nostre Dame (Gospina misa) Gijuma de Mašoa iz 14. veka.

### Renesansa
Muzička postavka Ordinarijuma mise bila je glavni oblik renesanse velikih razmera. Najranija kompletna podešavanja datiraju iz 14. veka, a najpoznatiji primer je Messe de Nostre Dame od Gijoma de Mašo. Pojedinačni stavovi misa, a posebno parovi stavova (poput parova Glorija-Kredo ili parova Sanktus-Agnus), bili su široko komponovani tokom 14. i ranog 15. veka. Kompletne mise jednog kompozitora bile su norma do sredine 15. veka, a oblik mise, sa mogućnostima za strukturu velikih razmera svojstvenim njegovom višestrukom formatu stavova, bio je glavni fokus kompozitora na području svete muzike; to nije presahnulo sve dok motet i srodni oblici nisu postali popularniji u prvim decenijama 16. veka.
Većina masa iz 15. veka bila je zasnovana na kantus firmusu, obično iz gregorijanskog pojanja, i najčešće je izražena tenorskim glasom. Kantus firmus se ponekad pojavljivao istovremeno u drugim glasovima, koristeći razne kontrapunkcijske tehnike. Kasnije tokom veka, kompozitori poput Gijoma Dufea, Johanesa Okegema i Džejkoba Obrehta, koristili su svetovne melodije za kantus firmi. Ova praksa je prihvaćena sa malo kontroverze dok je Tridentski sabor nije zabranio 1562. godine. Konkretno, pesma L'homme armé ima dugu istoriju kompozitora; postoji više od 40 zasebnih podešavanja mise.

### Barok do romantizma (katoličke i luteranske tradicije)
Ranobarokno doba iniciralo je stilske promene što je dovelo do sve veće razlike između misa napisanih u potpunosti na tradicionalni višeglasni način (stil antiko), čiji su glavni pomaci upotreba kontinua baso i postepeno usvajanje šireg harmoničnog rečnika, i misa u modernom stilu sa solo glasovima i instrumentalnim obligatima. Luteran Mihael Pretorius komponovao je misu za dvostruki hor u starom stilu, koju je objavio 1611. godine u kolekciji crkvene muzike za misu na latinskom, Missodia Sionia. Kompozitori poput Henrija Dumonta (1610–1684) nastavili su da komponuju u postavkama obične pesme, različito i složenije od ranijih gregorijanskih pesama.
Dalji nesklad nastao je između prazničnih misa solemnis i misa brevis, kompaktnijeg okruženja. Kompozitori poput Johana Jozefa Fuksa su u 18. veku nastavili da gaje stilsku antiko misu, koja je bila pogodna za upotrebu radnim danima, i u vremenima kada orkestralne mise nisu bile praktične ili podesne. U Nemačkoj 19. veka cecilijanski stav se održavao kao tradicija. František Briksi, koji je radio u Praškoj katedrali, napisao je svoju Misu oliku, misu brevis in C, za četiri glasa, trube, violinu i kontinuo, „kantabile“, ali solo glasove koji samo pevaju kratke odlomke u horskim stavovima. U italijanskom stilu kultivisane su orkestarske mise, uključujući soliste, hor i mandatorne instrumente. To se proširilo u katoličkim zemljama nemačkog govornog područja severno od Alpa, koristeći instrumente za boju i stvarajući dijaloge između solo glasova i hora, što je postalo karakteristično za bečki stil 18. veka. Takozvani „napuljski“ ili „kantata“ stil mise takođe je imao velikog uticaja na kompoziciju misa 18. veka, sa svojim kratkim odeljcima postavljenim kao samostalne solo arije i refreni u različitim stilovima.

### 20. i 21. vek
Do kraja 19. veka, kompozitori su kombinovali moderne elemente sa karakteristikama renesansne polifonije i običnog pevanja, što je nastavilo da utiče na kompozitore 20. veka, verovatno podstaknuto sa Motu proprio Tra le sollecitudini (1903) pape Pija X. Oživljavanje horskog proslavljanja pričešća u anglikanskoj crkvi krajem 19. veka označilo je početak nekoliko liturgijskih postavki tekstova misa na engleskom jeziku, posebno za hor i orgulje. Pokret za liturgijsku reformu rezultirao je revidiranim oblicima mise, čineći je funkcionalnijim korišćenjem različitih dostupnih stilova, popularnih ili etničkih, i korišćenjem novih metoda kao što su refren i respons kako bi se podstaklo učešće zajednica.

## Literatura
- Gustave Reese (1954). Music in the Renaissance. ISBN 0-393-09530-4.. New York, W.W. Norton & Co.
- Harold Gleason; Warren Becker (1986). Music in the Middle Ages and Renaissance. Music Literature Outlines Series I. ISBN 0-89917-034-X.. Bloomington, Indiana. Frangipani Press.
- Lewis Lockwood (1980). „Mass”.  Ур.: Stanley Sadie. The New Grove Dictionary of Music and Musicians. ISBN 1-56159-174-2.. 20 vol. London, Macmillan Publishers Ltd.
- The New Harvard Dictionary of Music, ed. Don Randel. Cambridge, Massachusetts, Harvard University Press. Randel, Don Michael (1986). The New Harvard Dictionary of Music. Belknap Press of Harvard University Press. ISBN 0-674-61525-5.
- M. Jennifer Bloxham, "Masses on Polyphonic Songs", in Robert Scherr, ed., Sherr, Richard (1999). The Josquin Companion. Oxford University Press. ISBN 0-19-816335-5.
- „Gloria Text and Translation”. Архивирано из оригинала 13. 09. 2011. г. Приступљено 06. 12. 2020.
- Dennis Arnold, John Harper,  "Mass 1600-2000" Grove Music Online. Oxford Music Online.
- Herbermann, Charles, ур. (1913). „Music of the Mass”. Catholic Encyclopedia. New York: Robert Appleton Company.
- Roche, Elizabeth and Alex Lingas. "Mass" The Oxford Companion to Music. Ed. Alison Latham. Oxford Music Online.
- Jean-Paul C. Montagnier (2017). The Polyphonic Mass in France, 1600-1780. Cambridge: Cambridge University Press. ISBN 978-1-107-17774-1.
- Eisen, Cliff; Keefe, Simon, ур. (2006). The Cambridge Mozart Encyclopedia. Cambridge University Press. стр. 271—274. ISBN 9781139448789.
- Walter Senn, NMA Series I: Geistliche Gesangwerke, Group I (Masses and Requiem), Division I: Masses, Volume 2, Preface, pp. VIII-IX 1975.
- Newbould, Brian (1999). Schubert: The Music and the Man. University of California Press. стр. 284—285. ISBN 0520219570.
- „Ordinary of the Divine Office”. Архивирано из оригинала 2010-10-17. г. Приступљено 2010-10-24.
- „All About Ordinary Time | Prayers, History, Customs, FAQ, Traditions, Images”. www.churchyear.net. Приступљено 2020-05-05.
- "Liturgy in the broad sense covers all that was said or sung or performed in church in the past. However, I speak of liturgy in a more restricted sense of the word, limiting myself to the ordinary liturgy, such as the Liturgy of the Mass, the Rituals and the Liturgy of Hours" Lillie, Eva Louise; Petersen, Nils Holger (1996). Liturgy and the arts in the Middle Ages. Museum Tusculanum Press. ISBN 978-87-7289-361-7.
- uCatholic (2019-06-03). „Pope Francis Approves Changes to Lord's Prayer & Gloria of Italian Missal”. uCatholic (на језику: енглески). Архивирано из оригинала 27. 11. 2020. г. Приступљено 2020-05-05.
- „Francis approves revised translation of Italian Missal - La Croix International”. international.la-croix.com. 31. 5. 2019. Архивирано из оригинала 06. 06. 2019. г. Приступљено 2020-05-05.
- „Definitions for Medieval Christian Liturgy: Kyrie eleison”. Yale. Архивирано из оригинала 2013-05-18. г.
- Jungmann, J. (1959). The Mass of the Roman Rite: Its Origins and Development. New York 1951: Benzinger Brothers.
- „Kyrie eleison, kyrie eleison / Kyrie eleison, eleison / Eleison, eleison / Kyrie eleison, kyrie eleison”. Genius (на језику: енглески). Приступљено 2019-06-18.
- Flynn, Gabriel; Murray, Paul D, ур. (2011). Ressourcement: A Movement for Renewal in Twentieth-Century Catholic Theology. Chapter 24, Ressourcement and Vatican II. Oxford. ISBN 9780199552870. doi:10.1093/acprof:oso/9780199552870.001.0001. Приступљено 12. 3. 2017.
- Eucharist. Notre Dame University. 1989. ISBN 978-0268004989.
- 'Well Begun Is Half Done: The New Introductory Rites' in The Revised Sacramentary in Liturgy for the New Millennium: A Commentary on the Revised Sacramentary: Essays in Honor of Anscar J. Chupungco. Ed. Mark R. Francis and Keith F. Pecklers. Collegeville, MN: Liturgical Press. 2000. ISBN 978-0-8146-6174-1. Приступљено 26. 6. 2017.
- Church and World. Herder and Herder. 1967. Приступљено 12. 3. 2017.
- New Dictionary of Sacramental Worship. Collegeville, MN: Liturgical Press. 1990. стр. 944f. ISBN 978-0814657881.
- Jumalanpalvelusten kirja (PDF) (на језику: фински). Helsinki: Kirkkohallitus. 2000. стр. 16—17. OCLC 58343251.
- Berndt, Guido M. (2016-04-15). Arianism: Roman Heresy and Barbarian Creed (на језику: енглески). Routledge. ISBN 9781317178651.
- Hoppin, Richard. (1978). Medieval Music. New York: W. W. Norton and Co. стр. 133–134. ISBN 0-393-09090-6.(Gregorian chants)